# Mathieu Grébille
Mathieu Grébille (Paris, 6 de outubro de 1991) é um handebolista profissional francês, medalhista olímpico

## Carreira
Grébille integrou a Seleção Francesa de Handebol nos Jogos Olímpicos Rio 2016, conquistando a medalha de prata.